# 貢卡
49°0′7″N 28°48′37″E / 49.00194°N 28.81028°E
貢卡（烏克蘭語：Гунька），是烏克蘭西南部的村莊，隸屬文尼察州的文尼察區。該村面積2.64平方公里，海拔高度271米，2001年人口685，人口密度每平方公里259.47人。